# Jan van Nerijnen
Gerrit Jan van Nerijnen (Dubbeldam, 14 maart 1935 – Utrecht, 24 maart 2016) was een Nederlands componist, muziekpedagoog, pianist, trompettist en dirigent. Hij gebruikte ook de pseudoniemen David Seeker, John Nimbly en Werner Taler.

## Levensloop
Nerijnen speelde op 10-jarige leeftijd de bugel in het Fanfareorkest "Kunst na arbeid", Dordrecht. Van de toenmalige dirigent van de fanfare, P.J. Oomes, kreeg hij lessen voor piano en muziektheorie. Van 1950 tot 1955 studeerde hij aan het Utrechts Conservatorium onder meer trompet bij Anton Bakker, piano bij Anton Dresden, Johan de Molenaar en Jan de Man. Zijn compositiekennis vervolmaakte hij met hulp van George Stam en Kees van Baaren. Op 20-jarige leeftijd behaalde hij het einddiploma aan het Utrechts Conservatorium.
Vanaf 1956 bekleedde hij de functie van trompettist bij het Utrechts Symfonie Orkest. In deze functie bleef hij tot 1985, toen het orkest fuseerde tot het Nederlands Philharmonisch Orkest gefuseerd werden. Van 1956 tot 1978 was hij docent voor koperen blaasinstrumenten aan het Utrechts Conservatorium. Tot 1970 was hij pianoleraar aan de Muziekschool "Peter van Anrooy" in Zaltbommel alsook tot 1978 docent voor koperen blaasinstrumenten aan de Muziekschool "A. Feijten" in Vleuten/De Meern, de Muziekschool Utrecht-Maarssen en Muziekschool "Peter van Anrooy" in Zaltbommel.
Hij wijdde zich niet alleen toe aan de amateuristische blaasmuziek als componist, maar hij stond er met zijn eigen persoon ook midden in, dit als dirigent van verschillende harmonie- en fanfareorkesten, alle in de hoogste afdelingen van hun federaties en met veel succes. Naast dirigent van harmonie- en fanfareorkesten was hij ook koorleider.
Zijn oeuvre voor blaasmuziek omvat verschillende genres. Van Nerijnen overleed ruim een week na zijn 81e verjaardag.

## Composities

### Werken voor harmonie- en fanfareorkest
- 1967 · Kildare mars
- 1968 · Fortuna mars
- 1968 · Twilights, ouverture
- 1969 · Paladin, ouverture
- 1970 · Blues for Brass
- 1981 · Cassazione voor Harmonie-Orkest, suite
  1. Marcha
  2. Habanera
  3. Vals Español
  4. Gitana
- 1982 · Ballad for the Audience
- 1982 · Sketch for Youth Band
- 1982 · The Oldtimer Rag
- 1983 · Booby Prize
- 1983 · Get down to brass tacks
- 1983 · Lyrics in Affection, voor saxofoon en harmonie- of fanfareorkest
- 1984 · Rondom Kerst
- 1984 · Rondom 5. Dezember
- 1985 · Intro Festivo
- 1985 · Noche en Barcelona, voor solo trompet en harmonie- of fanfareorkest
- 1986 · Between Two and Six
- 1986 · Friolera con pendiente
- 1986 · The blue Bottle-March
- 1986 · Speelemeien, voor variabele bezetting
- 1987 · Sailing
- An Ort und Stelle
- Der Zaunritter
- Eile mit Weile
- Paso olé
- Rumba Nina
- Transit-Erlaubnis

### Kamermuziek
- 1964 · Duo de Concours, voor twee trompetten, baritons, trombones en piano
- 1964 · Drie Inventionen, voor kwintet (3 cornetten, bariton en trombone)
- 1964 · Suite Antiqua, voor twee trompetten en trombone
- 1966 · Intrada, voor trompet en orgel
- 1966 · Pastorale, voor drie trompetten en drie trombones
- 1966 · Derde suite voor kopertrio, voor twee trompetten en trombone
- 1970 · Elegie, voor hoorn en piano
- 1970 · Elegie, voor drie hoorns
- 1979 · Impressies naar «G'lijck den grootsten rapsac», voor twee trompetten, hoorn en twee trombones
- 1981 · Collage voor koperkwartet, voor twee trompetten, hoorn en trombone
- 1981 · Moving lyrics in all very dynamic winds, voor twee trompetten, hoorn, twee trombones en bastuba